# 苹果园交通枢纽

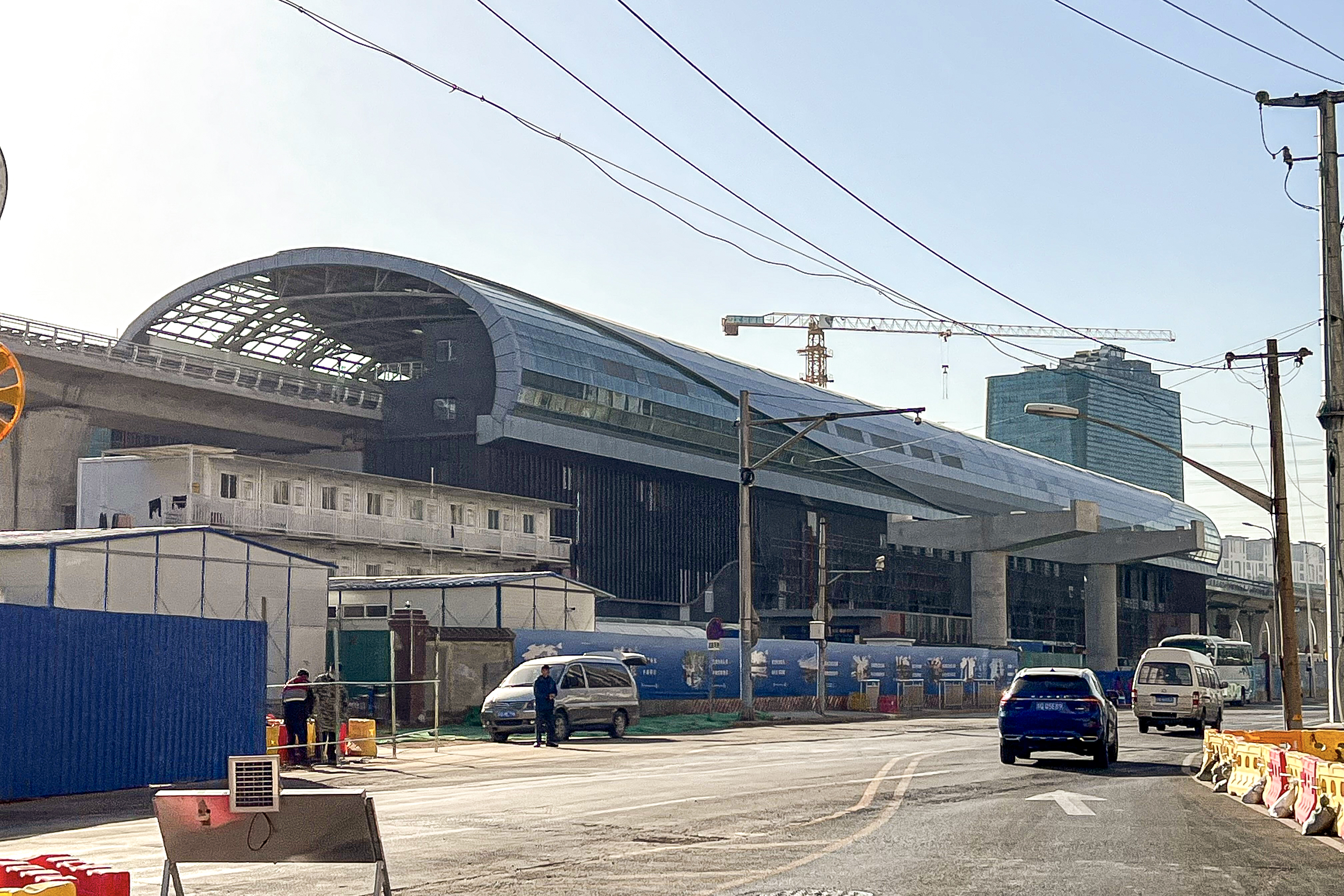
S1线苹果园站

苹果园交通枢纽是一个建设中的交通枢纽，位于北京市石景山区苹果园。其主要部分将成为地铁1号线、6号线和S1线的新换乘站苹果园站，其余包括公交总站，出租车泊位，小汽车停车场等。
该枢纽于2009年12月10日动工，2016年底开始实质性施工。整个工程原预计2020年主体部分投入使用，2021年完成全部开发，届时将成为北京西部通往市中心规模最大的交通枢纽，预计2020年每天换乘量可达45万人次，但截至2021年12月仍未完工。建成后的苹果园交通枢纽是以换乘功能为主的大型智能化交通枢纽，可以解决7种交通方式之间的换乘。
枢纽核心区北起苹果园路，南至阜石路，西起规划一路，东至金顶东路，枢纽总用地面积约5.19公顷，总建筑面积约14.47万平方米。其中，枢纽功能建筑面积约8.13万平方米。而沿枢纽展开的商务区部分则东至杨庄大街，南至阜石路，西至金顶西路，北至金顶北路，总用地面积52.81公顷，总建筑面积55.14万平方米。
为配合苹果园交通枢纽建设，1号线苹果园站已于2020年4月18日起封闭进行改造，2021年年底恢复运营。但实际上2021年底仅建成6号线和S1线车站，1号线车站仍然不具备开通条件。